# علي أبو العلا
علي حسن أحمد أبو العلا (1924-2007) شاعر وناشط اجتماعي سعودي، كان وكيلًا مساعدًا لإمارة منطقة مكة، ورئيسًا لبلدية جدة، وعضوًا في كلًا من المجلس البلدي لمكة، الجمعية الخيرية، وعدد من الأندية والجمعيات السعودية، وهيئات الطوافة التي كان يعمل بها في موسم الحج، حصل على الزمالة الفخرية من رابطة الأدب الحديث عام 1994م، وكان له منتدى أدبي ثقافي خاص في مكة، يُعد من أشهر الملتقيات الثقافية في حينه، جمع عدد من الأدباء داخل السعودية وخارجها، وصدرت له 3 دواوين منها (سطور على اليم)، و(سطور فوق السحاب)، إلى جانب مقالاته المنشورة في الصحف.

## حياته
ولد في مكة عام 1924م، وفيها تلقى تعليمه حتى المرحلة الثانوية، التي لم يستطع إكمالها لظروف أجبرته على ترك المدرسة، تنقل بين عدد من الوظائف الحكومية فعمل في وزارة المالية، ووزارة الداخلية، ثم شغل منصب مستشار إداري في ديوان إمارة منطقة مكة، وكان آخر منصب يشغله هو منصب الوكيل المساعد لإمارة منطقة مكة، وتوفي في مدينة مكة بتاريخ 9 مايو 2007.

## مؤلفاته
- سطور على اليم
- سطور على السحاب
- بكاء الزهر
- من الزوايا وللتاريخ